# Carroll County (Arkansas)
 For alternative betydninger, se Carroll County. (Se også artikler, som begynder med Carroll County)
Carroll County er et county i den amerikanske delstat Arkansas. Carroll County er Arkansas' 26. county, grundlagt 1. november 1833 og opkaldt efter Charles Carroll of Carrollton, den længstlevende underskriver af USA's uafhængighedserklæring. Ved folketællingen i 2010 havde Carroll County 27.446 indbyggere.
Carroll County har to hovedbyer: Berryville og Eureka Springs.